# Dieteren
Dieteren est un village situé dans la commune néerlandaise d'Echt-Susteren, dans la province du Limbourg.
Le 1er janvier 2008, le village comptait 828 habitants.